# Shirakawa Hideki

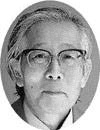
Shirakawa Hideki

Shirakawa Hideki (白川 英樹 Shirakawa Hideki, Bạch Xuyên Anh Thụ) (sinh 20 tháng 8 1936 tại Tokyo) là một nhà hóa học người Nhật Bản và là người giành được giải Nobel hóa học năm 2000 nhờ phát hiện ra polyme dẫn điện cùng với giáo sư vật lý Alan J. Heeger và giáo sư hóa học Alan G MacDiarmid tại Đại học Pennsylvania.